# Circunscripción electoral de Málaga

Circunscripción de Málaga
Cortes Generales* Congreso: 11 escaños (de 350)
- Senado: 4 senadores (de 266)Parlamento de Andalucía* 17 escaños (de 109)

Málaga es una de las 52 circunscripciones electorales utilizadas como distritos electorales desde 1977 para la Cámara Baja de las Cortes Generales, el Congreso de los Diputados, y una de las 59 de la Cámara Alta, el Senado.
Además, desde el establecimiento de la Junta de Andalucía en 1982, es al mismo tiempo una de las ocho circunscripciones electorales para el Parlamento andaluz.
Su territorio se corresponde con el de la provincia de Málaga. Durante la Segunda República, la provincia de Málaga había estado dividida en dos circunscripciones: Málaga capital y resto de la provincia.

## Ámbito de la circunscripción y sistema electoral
En virtud de los artículos 68.2 y 69.2 de la Constitución Española de 1978 la circunscripción electoral para el caso de Málaga es la provincia. El voto es sobre la base de sufragio universal secreto. En virtud del artículo 12 de la constitución, la edad mínima para votar es de 18 años.
En el caso del Congreso de los Diputados, el sistema electoral utilizado es a través de una lista cerrada con representación proporcional y con escaños asignados usando el método D'Hondt. Sólo las listas electorales con el 3 % o más de todos los votos válidos emitidos, incluidos los votos «en blanco», es decir, para «ninguna de las anteriores», se pueden considerar para la asignación de escaños. En el caso del Senado, el sistema electoral sigue el escrutinio mayoritario plurinominal. Se eligen cuatro senadores y los partidos pueden presentar un máximo de tres candidatos. Cada elector puede escoger hasta tres senadores, pertenezcan o no a la misma lista. Los cuatro candidatos más votados son elegidos.

## Elegibilidad
El artículo 67.1 de la Constitución española prohíbe ser simultáneamente miembro del Congreso de los Diputados y de un parlamento autonómico, lo que significa que los candidatos deben renunciar al cargo si son elegidos para un parlamento autonómico. No existe incompatibilidad similar en el caso de los senadores. El artículo 70 aplica también la inelegibilidad a los magistrados, jueces y fiscales en activo, Defensor del Pueblo, militares en servicio, los agentes de policía en activo y los miembros del tribunal constitucional y juntas electorales.

## Número de diputados
En virtud de la ley electoral española, todas las provincias tienen derecho a un mínimo de 2 escaños, con los 248 escaños restantes prorrateados de acuerdo a la población. En las elecciones generales de 1977 se eligieron por Málaga 8 miembros del Congreso. Esa cifra se aumentó a 9 miembros para las elecciones generales de 1986 y a 10 para las de 1989. En 2015 aumentó a 11 miembros.
En el caso del Parlamento de Andalucía, a la circunscripción de Málaga correspondían 16 de un total de 109 escaños, según lo dispuesto en el artículo 17 de la Ley 1/1986, de 2 de enero, Electoral de Andalucía. En 2012 aumentó a 17.

## Congreso de los Diputados
El Congreso de los Diputados es la Cámara baja de las Cortes Generales, el órgano constitucional que representa al pueblo español. Se reúne para sesiones en el Palacio de las Cortes, ubicado en la plaza de las Cortes de Madrid.

### Diputados obtenidos por partido (1977–2023)
| Candidatura | Candidatura         | 1977 | 1979 | 1982 | 1986 | 1989 | 1993 | 1996 | 2000 | 2004 | 2008 | 2011 | 2015 | 2016 | 2019 (I) | 2019 (II) | 2023 |
| ----------- | ------------------- | ---- | ---- | ---- | ---- | ---- | ---- | ---- | ---- | ---- | ---- | ---- | ---- | ---- | -------- | --------- | ---- |
|             | PSOE                | 4    | 3    | 6    | 6    | 7    | 6    | 5    | 4    | 6    | 5    | 3    | 3    | 3    | 4        | 4         | 3    |
|             | UCD                 | 3    | 3    |      |      |      |      |      |      |      |      |      |      |      |          |           |      |
|             | Izquierda Unida     | 1a   | 1a   |      | 1    | 1    | 1    | 1    | 1    |      |      | 1    |      |      |          |           |      |
|             | Partido Andalucista |      | 1    |      |      |      |      |      |      |      |      |      |      |      |          |           |      |
|             | Partido Popular     |      |      | 2b   | 2c   | 2    | 3    | 4    | 5    | 4    | 5    | 6    | 4    | 4    | 2        | 3         | 5    |
|             | Unidas Podemos      |      |      |      |      |      |      |      |      |      |      |      | 2d   | 2    | 2        | 1         |      |
|             | Ciudadanos          |      |      |      |      |      |      |      |      |      |      |      | 2    | 2    | 2        | 1         |      |
|             | Vox                 |      |      |      |      |      |      |      |      |      |      |      |      |      | 1        | 2         | 2    |
|             | Movimiento Sumar    |      |      |      |      |      |      |      |      |      |      |      |      |      |          |           | 1    |
| Total       | Total               | 8    | 8    | 8    | 9    | 10   | 10   | 10   | 10   | 10   | 10   | 10   | 11   | 11   | 11       | 11        | 11   |

Notas
a Los resultados corresponden a los del Partido Comunista de España (PCE).

b Los resultados corresponden a los de la coalición entre Alianza Popular y el Partido Demócrata Popular.

c Los resultados corresponden a los de Coalición Popular.

d Los resultados corresponden a los de Podemos.

### Votos (%) por partido (1977–2023)
La siguiente tabla muestra sólo los partidos que han alcanzado alguna vez al menos el 1 % del total de votos.
|                                          | 1977 | 1979 | 1982 | 1986 | 1989 | 1993 | 1996 | 2000 | 2004 | 2008  | 2011  | 2015   | 2016  | 2019 (I) | 2019 (II) | 2023  |
| ---------------------------------------- | ---- | ---- | ---- | ---- | ---- | ---- | ---- | ---- | ---- | ----- | ----- | ------ | ----- | -------- | --------- | ----- |
| Partido Socialista Obrero Español (PSOE) | 42,7 | 36,0 | 62,2 | 57,4 | 51,6 | 48,0 | 42,0 | 39,1 | 49,8 | 47,0  | 31,55 | 26,92  | 27,04 | 30,84    | 29,96     | 30,28 |
| Unión de Centro Democrático (UCD)        | 26,6 | 29,2 | 3,8  |      |      |      |      |      |      |       |       |        |       |          |           |       |
| Izquierda Unida (IU)                     | 11,8 | 12,9 | 5,3  | 9,0  | 13,6 | 14,1 | 15,2 | 8,1  | 6,4  | 5,1   | 9,02  | 6,80a  |       |          |           |       |
| Partido Popular (PP)                     | 8,0  | 4,7  | 23,4 | 21,9 | 19,5 | 31,0 | 38,5 | 43,5 | 36,4 | 43,0  | 49,7  | 28,97  | 34,37 | 17,71    | 21,6      | 38,34 |
| Partido Socialista Popular (PSP)         | 5,1  |      |      |      |      |      |      |      |      |       |       |        |       |          |           |       |
| Partido Andalucista (PA)                 |      | 12,0 | 2,3  | 2,4  | 5,1  | 2,0  | 2,7  | 5,2  | 4,4  | 1,46b | 1,03  |        |       |          |           |       |
| Coalición Democrática (CD)               |      | 4,0  |      |      |      |      |      |      |      |       |       |        |       |          |           |       |
| Unión Nacional (UN)                      |      | 1,8  |      |      |      |      |      |      |      |       |       |        |       |          |           |       |
| Centro Democrático y Social (CDS)        |      |      | 1,5  | 6,0  | 5,6  | 0,9  |      |      |      |       |       |        |       |          |           |       |
| Grupo Independiente Liberal (GIL)        |      |      |      |      |      | 1,26 |      | 1,63 |      |       |       |        |       |          |           |       |
| Unión Progreso y Democracia (UPyD)       |      |      |      |      |      |      |      |      |      | 1,0   | 5,61  | 0,58   | 0,25  |          |           |       |
| Partido Animalista (PACMA)               |      |      |      |      |      |      |      |      |      | 0,17  | 0,4   | 1,14   | 1,55  | 1,85     | 1,46      | 1,06  |
| Ciudadanos (Cs)                          |      |      |      |      |      |      |      |      |      | 0,16  |       | 17,07  | 16,28 | 19,51    | 8,84      |       |
| Unidas Podemos (UP)                      |      |      |      |      |      |      |      |      |      |       |       | 17,09c | 18,91 | 14,48    | 12,9      |       |
| Vox (VOX)                                |      |      |      |      |      |      |      |      |      |       |       | 0,23   | 0,24  | 13,99    | 21,49     | 16,48 |
| Más País (MP)                            |      |      |      |      |      |      |      |      |      |       |       |        |       |          | 1,86      |       |
| Sumar (S)                                |      |      |      |      |      |      |      |      |      |       |       |        |       |          |           | 12,22 |
| Otros                                    | 5,8  | 4,2  | 1,6  | 2,8  | 4,2  | 3,5  | 0,6  | 2,8  | 1,3  | 1,54  | 3,09  | 1,83   | 1,36  | 1,62     | 1,89      | 1,62  |

Notas
No se muestran los resultados menores a 0,1 %.

a Los resultados corresponden a los de Izquierda Unida-Unidad Popular en Común (IU-UPeC).

b Los resultados corresponden a los de Coalición Andalucista (CA).

c Los resultados corresponden a los de Podemos (P)

### Diputados electos

#### Diputados elegidos para la XV Legislatura (2023)
| Partidos y coaliciones | Votos   | %       | Escaños | Miembros electos                                                                          |
| ---------------------- | ------- | ------- | ------- | ----------------------------------------------------------------------------------------- |
| PP                     | 299 977 | 38,34 % | 5       | Elías Bendodo, María del Mar Vázquez, Mario Cortés Carballo, Cristóbal Garre, Gema Pérez. |
| PSOE                   | 236 935 | 30,28 % | 3       | Mari Nieves Ramírez, Ignacio López Cano, Isabel Pérez González.                           |
| Vox                    | 128 965 | 16,48 % | 2       | Patricia Rueda Perelló, Antonio Luna.                                                     |
| Sumar                  | 95 662  | 12,22 % | 1       | Toni Valero.                                                                              |

#### Diputados elegidos para la XIV Legislatura (2019 II)
| Partidos y coaliciones | Votos   | %       | Escaños | Miembros electos                                                                                  |
| ---------------------- | ------- | ------- | ------- | ------------------------------------------------------------------------------------------------- |
| PSOE                   | 225 523 | 29,96 % | 4       | Ignacio López Cano, Fuensanta Lima Cid, José Carlos Durán Peralta, María Dolores Narváez Bandera. |
| PP                     | 162 577 | 21,60 % | 3       | Pablo Montesinos Aguayo, Carolina España Reina, Mario Cortés Carballo                             |
| Vox                    | 161 752 | 21,49 % | 2       | Patricia Rueda Perello, Rubén Silvano Manso Olivar.                                               |
| Unidas Podemos         | 97 103  | 12,90 % | 1       | Alberto Garzón.                                                                                   |
| Ciudadanos             | 66 580  | 8,84 %  | 1       | Guillermo Díaz Gómez.                                                                             |

#### Diputados elegidos para la XIII Legislatura (2019 I)
| Partidos y coaliciones | Votos   | %       | Escaños | Miembros electos                                                                                  |
| ---------------------- | ------- | ------- | ------- | ------------------------------------------------------------------------------------------------- |
| PSOE                   | 250 965 | 30,84 % | 4       | Ignacio López Cano, Fuensanta Lima Cid, José Carlos Durán Peralta, María Dolores Narváez Bandera. |
| Ciudadanos             | 158 756 | 19,51 % | 2       | Guillermo Díaz Gómez, Irene Rivera Andrés.                                                        |
| PP                     | 144 121 | 17,71 % | 2       | Pablo Montesinos Aguayo, Carolina España Reina.                                                   |
| Unidas Podemos         | 117 827 | 14,48 % | 2       | Alberto Garzón, Eva García Sempere.                                                               |
| Vox                    | 113 842 | 13,99 % | 1       | Patricia Rueda Perello.                                                                           |

#### Diputados elegidos para la XII Legislatura (2016-2019)
| Partidos y coaliciones | Votos   | %       | Escaños | Miembros electos                                                                |
| ---------------------- | ------- | ------- | ------- | ------------------------------------------------------------------------------- |
| PP                     | 256 033 | 34,37 % | 4       | Avelino de Barrionuevo, Celia Villalobos, Carolina España, Ángel Luis González. |
| PSOE                   | 201 444 | 27,04 % | 3       | Miguel Ángel Heredia, Victoria Begoña Tundidor, José Andrés Torres Mora.        |
| Unidos Podemos         | 140 829 | 18,91 % | 2       | Alberto Montero, Eva García Sempere.                                            |
| Ciudadanos             | 121 294 | 16,28 % | 2       | Irene Rivera, Guillermo Díaz Gómez.                                             |

#### Diputados elegidos para la XI Legislatura (2016)
| Partidos y coaliciones | Votos   | %       | Escaños | Miembros electos                                                           |
| ---------------------- | ------- | ------- | ------- | -------------------------------------------------------------------------- |
| PP                     | 224 282 | 28,97 % | 4       | José María García, Celia Villalobos, Carolina España, Ángel Luis González. |
| PSOE                   | 208 405 | 26,92 % | 3       | Miguel Ángel Heredia, Pilar Serrano, José Andrés Torres Mora.              |
| Podemos                | 132 345 | 17,09 % | 2       | Alberto Montero, Isabel Medina.                                            |
| Ciudadanos             | 132 185 | 17,07 % | 2       | Irene Rivera, José Calle.                                                  |

#### Diputados elegidos para la X Legislatura (2011-2015)
| Partidos y coaliciones | Votos   | %       | Escaños | Miembros electos                                                                                                  |
| ---------------------- | ------- | ------- | ------- | --- |
| PP                     | 357 099 | 49,7 %  | 6       | Celia Villalobos, Juan Manuel Moreno, Margarita del Cid, Carolina España, Ángel Luis González, Joaquín Villanova. |
| PSOE                   | 226 674 | 31,55 % | 3       | Trinidad Jiménez, Miguel Ángel Heredia, José Andrés Torres.                                                       |
| IU                     | 64 822  | 9,02 %  | 1       | Alberto Garzón.                                                                                                   |

#### Diputados elegidos para la IX Legislatura (2008-2011)
| Partidos y coaliciones | Votos   | %    | Escaños | Miembros electos                                                                                    |
| ---------------------- | ------- | ---- | ------- | --------------------------------------------------------------------------------------------------- |
| PSOE                   | 359 046 | 47,0 | 5       | Daniel Pérez Moralesa, Miguel Ángel Heredia, José Andrés Torres, Ana María Fuentes, Luis Juan Tomás |
| PP                     | 328 314 | 43,0 | 5       | Celia Villalobos, Juan Manuel Moreno, Begoña Chacón, Federico Souvirón, Ángel Luis González         |

a En sustitución de Magdalena Álvarez.

#### Diputados elegidos para la VIII Legislatura (2004-2008)
| Partidos y coaliciones | Votos   | %      | Escaños | Miembros electos                                                                                                 |
| ---------------------- | ------- | ------ | ------- | --- |
| PSOE                   | 367 758 | 49,8 % | 6       | Magdalena Álvarez, Miguel Ángel Heredia, José Andrés Torres, Ana María Fuentes, Luis Juan Tomás, Remedios Martel |
| PP                     | 269 063 | 36,4 % | 4       | Celia Villalobos, Juan Manuel Morenoa, Federico Souvirón, Ángeles Muñoz                                          |

a En sustitución de Manuel Atencia.

#### Diputados elegidos para la VII Legislatura (2000-2004)
| Partidos y coaliciones | Votos   | %      | Escaños | Miembros electos                                                                 |
| ---------------------- | ------- | ------ | ------- | -------------------------------------------------------------------------------- |
| PP                     | 282 229 | 43,5 % | 5       | Celia Villalobos, Manuel Atencia, Federico Souvirón, Juan Blancas, Pablo Marcial |
| PSOE                   | 253 630 | 39,1 % | 4       | Miguel Ángel Heredia, Carlos Sanjuán, José Luis Asenjo, María del Carmen Olmedo  |
| IU                     | 52 723  | 8,1 %  | 1       | José Luis Centella                                                               |

#### Diputados elegidos para la VI Legislatura (1996-2000)
| Partidos y coaliciones | Votos   | %      | Escaños | Miembros electos                                                                                  |
| ---------------------- | ------- | ------ | ------- | ------------------------------------------------------------------------------------------------- |
| PSOE                   | 288 165 | 42,0 % | 5       | Cristina Alberdi, Miguel Ángel Heredia, Carlos Sanjuán, Juan Miguel Rodríguez, Mª Dolores Sánchez |
| PP                     | 263 920 | 38,5 % | 4       | Celia Villalobos, Damián Caneda, Pablo Marcial, Federico Souvirón                                 |
| IU                     | 103 930 | 15,2 % | 1       | José Luis Centella                                                                                |

#### Diputados elegidos para la V Legislatura (1993-1996)
| Partidos y coaliciones | Votos   | %      | Escaños | Miembros electos                                                                                            |
| ---------------------- | ------- | ------ | ------- | --- |
| PSOE                   | 304 745 | 48,0 % | 6       | Rafael Ballesteros, Enrique Martínez, Carlos Sanjuán, Juan Miguel Rodríguez, Mª Dolores Sánchez, Luis Pagán |
| PP                     | 196 911 | 31,0 % | 3       | Pablo Marcial Izquierdoa, Luis Casaseca Navasb, Federico Souvirón                                           |
| IU                     | 89 498  | 14,1 % | 1       | José Luis Centellac                                                                                         |

a En sustitución de Celia Villalobos.

b En sustitución de Esperanza Oña.

c En sustitución de Antonio Romero.

#### Diputados elegidos para la IV Legislatura (1989-1993)
| Partidos y coaliciones | Votos   | %      | Escaños | Miembros electos |
| ---------------------- | ------- | ------ | ------- | --- |
| PSOE                   | 263 147 | 51,6 % | 7       | Rafael Ballesteros, Enrique Martínez, Carlos Sanjuán, Juan Miguel Rodríguez, Mª Dolores Sánchez, Luis Pagán, Juan Carlos Lomeñaa |
| PP                     | 99 352  | 19,5 % | 2       | Celia Villalobos, Francisco Manuel Ortiz                                                                                         |
| IU                     | 69 522  | 13,6 % | 1       | Antonio Romero |

a En sustitución de José María Ruiz Povedano.

#### Diputados elegidos para la III Legislatura (1986-1989)
| Partidos y coaliciones | Votos   | %      | Escaños | Miembros electos                                                                                    |
| ---------------------- | ------- | ------ | ------- | --------------------------------------------------------------------------------------------------- |
| PSOE                   | 284 757 | 57,4 % | 6       | Rafael Ballesteros, Enrique Martínez, Carlos Sanjuán, Mª Dolores Sánchez, Luis Pagán, Hilario López |
| PP                     | 108 640 | 21,9 % | 2       | Celia Villalobos, Antonio Jiménez (CDS)                                                             |
| IU                     | 44 595  | 9,0 %  | 1       | Ignacio Gallego                                                                                     |

#### Diputados elegidos para la II Legislatura (1982-1986)
| Partidos y coaliciones | Votos   | %      | Escaños | Miembros electos                                                                                       |
| ---------------------- | ------- | ------ | ------- | --- |
| PSOE                   | 315 092 | 62,2 % | 6       | Rafael Ballesteros, Enrique Martínez, Carlos Sanjuán, Francisco Oliva, José Luis Asenjo, Hilario López |
| AP                     | 118 369 | 23,4 % | 2       | Antonio Navarro, Pedro José Rico                                                                       |

#### Diputados elegidos para la I Legislatura (1979-1982)
| Partidos y coaliciones | Votos   | %      | Escaños | Miembros electos                                   |
| ---------------------- | ------- | ------ | ------- | -------------------------------------------------- |
| PSOE                   | 148 497 | 36,0 % | 3       | Rafael Ballesteros, Carlos Sanjuán, Ramón Bernal   |
| UCD                    | 120 201 | 29,2 % | 3       | José García, Ignacio Huelín, Francisco de la Torre |
| PCE                    | 53 036  | 12,9 % | 1       | Tomás García                                       |
| PSA                    | 49 552  | 12,0 % | 1       | Miguel Ángel Arredonda                             |

#### Diputados elegidos para la Legislatura Constituyente (1977-1979)
| Partidos y coaliciones | Votos   | %      | Escaños | Miembros electos                                                  |
| ---------------------- | ------- | ------ | ------- | ----------------------------------------------------------------- |
| PSOE                   | 185 095 | 42,7 % | 4       | Rafael Ballesteros, Carlos Sanjuán, Ramón Bernal, Francisco Román |
| UCD                    | 115 390 | 26,6 % | 3       | José García, Ignacio Huelín, Francisco de la Torre                |
| PCE                    | 50 990  | 11,8 % | 1       | Tomás García                                                      |

## Senado

### Senadores obtenidos por partido (1977–2023)
| Candidatura | Candidatura     | 1977 | 1979 | 1982 | 1986 | 1989 | 1993 | 1996 | 2000 | 2004 | 2008 | 2011 | 2015 | 2016 | 2019 (I) | 2019 (II) | 2023 |
| ----------- | --------------- | ---- | ---- | ---- | ---- | ---- | ---- | ---- | ---- | ---- | ---- | ---- | ---- | ---- | -------- | --------- | ---- |
|             | PSOE            | 2b   | 3    | 3    | 3    | 3    | 3    | 3    | 1    | 2    | 3    | 1    | 1    | 1    | 3        | 3         | 1    |
|             | UCD             | 1    | 1    |      |      |      |      |      |      |      |      |      |      |      |          |           |      |
|             | Partido Popular |      |      | 1c   | 1d   | 1    | 1    | 1    | 3    | 2    | 1    | 3    | 3    | 3    | 1        | 1         | 3    |
|             | Otros           |      | 1a   |      |      |      |      |      |      |      |      |      |      |      |          |           |      |
| Total       | Total           | 4    | 4    | 4    | 4    | 4    | 4    | 4    | 4    | 4    | 4    | 4    | 4    | 4    | 4        | 4         | 4    |

Notas
a Grupo Socialistas y Progresistas Independiente.

b Uno de ellos independiente.

c Los resultados corresponden a los de la coalición entre Alianza Popular y el Partido Demócrata Popular. El senador elegido pertenecía a AP.

d Los resultados corresponden a los de Coalición Popular. El senador elegido pertenecía a AP.

### Senadores electos

#### Senadores elegidos para la XV Legislatura (2023-2027)
| Senador                   | Votos   | Partidos y coaliciones                   |
| ------------------------- | ------- | ---------------------------------------- |
| José Alberto Armijo Navas | 300 592 | Partido Popular (PP)                     |
| Ángel Luis González Muñoz | 287 977 | Partido Popular (PP)                     |
| Lucía Yeves Leal          | 284 278 | Partido Popular (PP)                     |
| Rafael Granados Ruiz      | 235 312 | Partido Socialista Obrero Español (PSOE) |

Fuentes:
- El País: Resultados electorales en Málaga

#### Senadores elegidos para la XIV Legislatura (2019-2023)
| Senador                    | Votos   | Partidos y coaliciones                   |
| -------------------------- | ------- | ---------------------------------------- |
| Miguel Ángel Heredia Díaz  | 225 101 | Partido Socialista Obrero Español (PSOE) |
| Estefanía Martín Palop     | 218 627 | Partido Socialista Obrero Español (PSOE) |
| María Ángeles Muñoz Uriol  | 216 791 | Partido Popular (PP)                     |
| José Aurelio Aguilar Román | 208 136 | Partido Socialista Obrero Español (PSOE) |

Fuentes:
- El País: Resultados electorales en Málaga

#### Senadores elegidos para la XIII Legislatura (2019)
| Senador                    | Votos   | Partidos y coaliciones                   |
| -------------------------- | ------- | ---------------------------------------- |
| Miguel Ángel Heredia Díaz  | 247 058 | Partido Socialista Obrero Español (PSOE) |
| Estefanía Martín Palop     | 238 873 | Partido Socialista Obrero Español (PSOE) |
| José Aurelio Aguilar Román | 225 828 | Partido Socialista Obrero Español (PSOE) |
| María Ángeles Muñoz Uriol  | 181 700 | Partido Popular (PP)                     |

Fuentes:
- El País: Resultados electorales en Málaga

#### Senadores elegidos para la XII Legislatura (2016-2019)
| Senador                        | Votos   | Partidos y coaliciones                   |
| ------------------------------ | ------- | ---------------------------------------- |
| María Ángeles Muñoz Uriol      | 248 432 | Partido Popular (PP)                     |
| Joaquín Luis Ramírez Rodríguez | 238 890 | Partido Popular (PP)                     |
| Manuel Marmolejo Setién        | 235 001 | Partido Popular (PP)                     |
| Antonio Morales Lázaro         | 203 793 | Partido Socialista Obrero Español (PSOE) |

Fuentes:
- Gobierno de España: Resultados electorales en Málaga

#### Senadores elegidos para la XI Legislatura (2016)
| Senador                        | Votos   | Partidos y coaliciones                   |
| ------------------------------ | ------- | ---------------------------------------- |
| María Ángeles Muñoz Uriol      | 217 150 | Partido Popular (PP)                     |
| Joaquín Luis Ramírez Rodríguez | 207 209 | Partido Popular (PP)                     |
| Avelino de Barrionuevo Gener   | 203 173 | Partido Popular (PP)                     |
| Antonio Morales Lázaro         | 201 364 | Partido Socialista Obrero Español (PSOE) |

Fuentes:
- El País: Resultados electorales en Málaga

#### Senadores elegidos para la X Legislatura (2011-2015)
| Senador                        | Votos   | Partidos y coaliciones                   |
| ------------------------------ | ------- | ---------------------------------------- |
| Francisco de la Torre Prados   | 341 850 | Partido Popular (PP)                     |
| Joaquín Luis Ramírez Rodríguez | 326 002 | Partido Popular (PP)                     |
| Patricia Navarro Pérez         | 322 666 | Partido Popular (PP)                     |
| Pilar Serrano Boigas           | 218 296 | Partido Socialista Obrero Español (PSOE) |

Fuentes:
- El País: Resumen del escrutinio de Málaga

#### Senadores elegidos para la IX Legislatura (2008-2011)
| Senador                         | Votos   | Partidos y coaliciones                   |
| ------------------------------- | ------- | ---------------------------------------- |
| Manuel Arjona Santana           | 340 067 | Partido Socialista Obrero Español (PSOE) |
| María Emelina Fernández Soriano | 330 329 | Partido Socialista Obrero Español (PSOE) |
| Pedro Villagrán Bustillos       | 324 217 | Partido Socialista Obrero Español (PSOE) |
| Joaquín Luis Ramírez Rodríguez  | 310 996 | Partido Popular (PP)                     |

Fuentes:
- El País: Senado › Por Circunscripciones › Málaga

#### Senadores elegidos para la VIII Legislatura (2004-2008)
| Senador                         | Votos   | Partidos y coaliciones                   |
| ------------------------------- | ------- | ---------------------------------------- |
| Manuel Arjona Santana           | 354 562 | Partido Socialista Obrero Español (PSOE) |
| María Emelina Fernández Soriano | 342 200 | Partido Socialista Obrero Español (PSOE) |
| Pedro Villagrán Bustillos       | 335 659 | Partido Socialista Obrero Español (PSOE) |
| Damián Caneda Morales           | 259 669 | Partido Popular (PP)                     |

Fuentes:
- El País: Senado › Por Circunscripciones › Málaga

#### Senadores elegidos para la VII Legislatura (2000-2004)
| Senador                           | Votos   | Partidos y coaliciones                   |
| --------------------------------- | ------- | ---------------------------------------- |
| Damián Caneda Morales             | 264 902 | Partido Popular (PP)                     |
| María del Pilar Jurado de Miguela | 258 265 | Partido Popular (PP)                     |
| Joaquín Villanova Rueda           | 253 065 | Partido Popular (PP)                     |
| Manuel Arjona Santana             | 246 608 | Partido Socialista Obrero Español (PSOE) |

a Sustituida por Rosa María Pérez Hernández el 10/07/2003
Fuentes:
- Senado de España: VII Legislatura (05/04/2000-20/01/2004)

#### Senadores elegidos para la VI Legislatura (1996-2000)
| Senador                         | Votos   | Partidos y coaliciones                   |
| ------------------------------- | ------- | ---------------------------------------- |
| Manuel Arjona Santana           | 273 586 | Partido Socialista Obrero Español (PSOE) |
| Ana del Carmen Guirado Pérez    | 263 241 | Partido Socialista Obrero Español (PSOE) |
| Francisco José Zamorano Vázquez | 259 334 | Partido Socialista Obrero Español (PSOE) |
| Juan Blancas Llamas             | 251 421 | Partido Popular (PP)                     |

Fuentes:
- Senado de España: VI Legislatura (27/03/1996-18/01/2000)

#### Senadores elegidos para la V Legislatura (1993-1996)
| Senador                         | Votos   | Partidos y coaliciones                   |
| ------------------------------- | ------- | ---------------------------------------- |
| Antonio García Duarte           | 294 366 | Partido Socialista Obrero Español (PSOE) |
| Ana del Carmen Guirado Pérez    | 286 818 | Partido Socialista Obrero Español (PSOE) |
| Antonio Maldonado Pérez         | 285 180 | Partido Socialista Obrero Español (PSOE) |
| José Miguel Fernández Pelegrina | 190 366 | Partido Popular (PP)                     |

Fuentes:
- Senado de España: V Legislatura (29/06/1993-09/01/1996)

#### Senadores elegidos para la IV Legislatura (1989-1993)
| Senador                         | Votos   | Partidos y coaliciones                   |
| ------------------------------- | ------- | ---------------------------------------- |
| Luciano Alonso Alonso           | 247 174 | Partido Socialista Obrero Español (PSOE) |
| Antonio García Duarte           | 245 253 | Partido Socialista Obrero Español (PSOE) |
| Ana del Carmen Guirado Pérez    | 239 485 | Partido Socialista Obrero Español (PSOE) |
| José Miguel Fernández Pelegrina | 91 492  | Partido Popular (PP)                     |

Fuentes:
- Senado de España: IV Legislatura (21/11/1989-13/04/1993)

#### Senadores elegidos para la III Legislatura (1986-1989)
| Senador                    | Votos   | Partidos y coaliciones                   |
| -------------------------- | ------- | ---------------------------------------- |
| Luciano Alonso Alonso      | 278 249 | Partido Socialista Obrero Español (PSOE) |
| Ramón Germnial Bernal Soto | 267 445 | Partido Socialista Obrero Español (PSOE) |
| Antonio García Duarte      | 263 967 | Partido Socialista Obrero Español (PSOE) |
| Enrique Bolín Pérez-Argemí | 105 596 | Coalición Popular (CP)                   |

Fuentes:
- Senado de España: III Legislatura (15/07/1986-02/09/1989)

#### Senadores elegidos para la II Legislatura (1982-1986)
| Senador                    | Votos   | Partidos y coaliciones                   |
| -------------------------- | ------- | ---------------------------------------- |
| Ramón Germnial Bernal Soto | 292 335 | Partido Socialista Obrero Español (PSOE) |
| Antonio García Duarte      | 289 071 | Partido Socialista Obrero Español (PSOE) |
| José Sánchez Bueno         | 282 402 | Partido Socialista Obrero Español (PSOE) |
| Joaquín Jiménez Hidalgo    | 113 435 | Partido Popular (PP)                     |

Fuentes:
- Senado de España: II Legislatura (18/11/1982-23/04/1986)

#### Senadores elegidos para la I Legislatura (1979-1982)
| Senador                    | Votos   | Partidos y coaliciones                   |
| -------------------------- | ------- | ---------------------------------------- |
| Antonio García Duarte      | 144 645 | Partido Socialista Obrero Español (PSOE) |
| Juan Páez Páez-Camino      | 141 598 | Partido Socialista Obrero Español (PSOE) |
| Francisco Román Díaz       | 140 188 | Partido Socialista Obrero Español (PSOE) |
| Francisco Villodres García | 117 662 | Unión de Centro Democrático (UCD)        |

Fuentes:
- Senado de España: I Legislatura (27/03/1979-31/08/1982)

#### Senadores elegidos para la Legislatura Constituyente (1977-1979)
| Senador                    | Votos   | Partidos y coaliciones                   |
| -------------------------- | ------- | ---------------------------------------- |
| Enrique Brinkmann Parareda | 205 453 | Independiente                            |
| Antonio García Duarte      | 199 599 | Partido Socialista Obrero Español (PSOE) |
| Braulio Muriel López       | 194 783 | Independiente                            |
| Francisco Villodres García | 108 647 | Unión de Centro Democrático (UCD)        |

Fuentes:
- Senado de España: Legislatura Constituyente (13/07/1977-02/01/1979)

## Parlamento de Andalucía

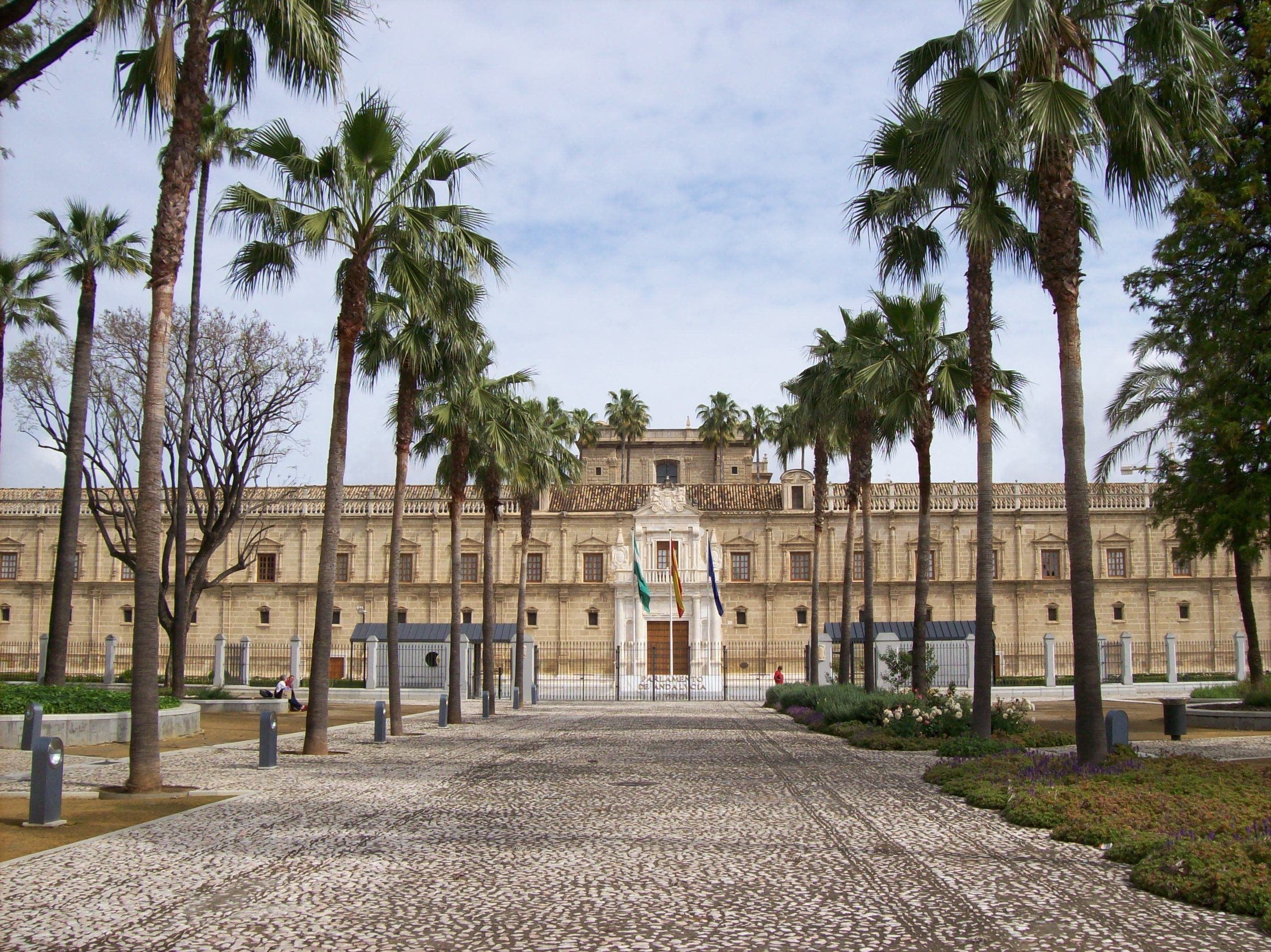
Parlamento de Andalucía.

El 21 de junio de 1982 se constituye el Parlamento de Andalucía en la Sesión Constitutiva celebrada en el Real Alcázar de Sevilla, en la que se eligió por mayoría a don Antonio Ojeda Escobar como Presidente del Parlamento de Andalucía. Poco después, en las sesiones del 14 y 15 de julio, don Rafael Escuredo Rodríguez es elegido primer Presidente de la Junta de Andalucía.
La modificación más importante que ha realizado el Parlamento de Andalucía tras su creación es la reforma del Estatuto de Autonomía, adoptado por referéndum el 18 de febrero de 2007, con un 87,45 % de votos a favor y una abstención récord del 63,72 %. Este Estatuto, por cuya elaboración el Parlamento de Andalucía ha jugado un papel muy activo, aumenta las competencias propias del gobierno autonómico andaluz, y, entre otras cosas, hace oficial el rango de capital de Sevilla.

### Diputados obtenidos por partido (1982–2022)
| Candidatura | Candidatura                                    | Candidatura | 1982 | 1986 | 1990 | 1994 | 1996 | 2000 | 2004 | 2008 | 2012 | 2015 | 2018 | 2022 |
| ----------- | ---------------------------------------------- | ----------- | ---- | ---- | ---- | ---- | ---- | ---- | ---- | ---- | ---- | ---- | ---- | ---- |
|             | Partido Socialista Obrero Español de Andalucía | PSOE-A      | 9    | 8    | 9    | 6    | 6    | 7    | 8    | 7    | 7    | 6    | 4    | 4    |
|             | Partido Popular Andaluz                        | PPA         | 3a   | 4b   | 4    | 6    | 6    | 7    | 6    | 8    | 8    | 5    | 4    | 10   |
|             | Izquierda Unida Los Verdes-CA                  | IULV-CA     | 1c   | 3    | 2    | 4    | 2    | 1    | 1    | 1    | 2    | 1    |      |      |
|             | Partido Andalucista                            | PA          | 1    |      | 1    |      | 1    | 1    | 1    |      |      |      |      |      |
|             | Unión de Centro Democrático                    | UCD         | 1    |      |      |      |      |      |      |      |      |      |      |      |
|             | Podemos Andalucía                              | PODEMOS     |      |      |      |      |      |      |      |      |      | 3    |      |      |
|             | Ciudadanos-Partido de la Ciudadanía            | CS          |      |      |      |      |      |      |      |      |      | 2    | 4    |      |
|             | Adelante Andalucía                             | AA          |      |      |      |      |      |      |      |      |      |      | 3d   |      |
|             | Vox                                            | VOX         |      |      |      |      |      |      |      |      |      |      | 2    | 2    |
|             | Por Andalucía                                  | PorA        |      |      |      |      |      |      |      |      |      |      |      | 1e   |
| Total       | Total                                          | Total       | 15   | 15   | 16   | 16   | 15   | 16   | 16   | 16   | 17   | 17   | 17   | 17   |

Notas
a Los resultados corresponden a los de Alianza Popular (AP). 

b Los resultados corresponden a los de Coalición Popular.

c Los resultados corresponden a los del Partido Comunista de Andalucía-Partido Comunista de España (PCA-PCE).

d Coalición compuesta por Podemos Andalucía, Izquierda Unida Los Verdes-Convocatoria por Andalucía, Izquierda Andalucista y Primavera Andaluza.

e Coalición compuesta por IULV-CA, Más País, Verdes Equo, Iniciativa del Pueblo Andaluz y apoyo externo de Alianza Verde y Podemos Andalucía.

### Votos (%) por partido (1982–2022)
La siguiente tabla muestra sólo los partidos que han alcanzado alguna vez al menos el 1 % del total de votos.
|                                                                 | 1982  | 1986  | 1990  | 1994  | 1996  | 2000 | 2004  | 2008  | 2012  | 2015  | 2018  | 2022  |
| --------------------------------------------------------------- | ----- | ----- | ----- | ----- | ----- | ---- | ----- | ----- | ----- | ----- | ----- | ----- |
| Partido Socialista Obrero Español de Andalucía (PSOE-A)         | 53,82 | 47,51 | 51,52 | 34,31 | 39,56 | 40,1 | 47,34 | 42,9  | 35,22 | 30,11 | 24,19 | 20,71 |
| Partido Popular Andaluz (PP)                                    | 18,11 | 21,48 | 22,99 | 36,54 | 37,34 | 41,1 | 31,95 | 43,84 | 43,72 | 28,34 | 22,57 | 46,98 |
| Unión de Centro Democrático (UCD)                               | 10,84 |       |       |       |       |      |       |       |       |       |       |       |
| Izquierda Unida Los Verdes-Convocatoria por Andalucía (IULV-CA) | 7,07  | 20,74 | 15,24 | 22,36 | 15,80 | 8,92 | 7,57  | 7,15  | 12,17 | 7,37  |       |       |
| Partido Andalucista (PA)                                        | 6,83a | 4,64  | 9,19  | 4,66  | 5,70  | 7,32 | 6,69  | 2,82b | 1,98  | 0,99  |       |       |
| Equo                                                            |       |       |       |       |       |      |       | 0,77c | 0,45  |       | 0,51  |       |
| Unión Progreso y Democracia (UPyD)                              |       |       |       |       |       |      |       | 0,68  | 4,30  | 2,63  | 0,18  |       |
| Ciudadanos (Cs)                                                 |       |       |       |       |       |      |       | 0,25  |       | 11,78 | 19,80 | 3,46  |
| Partido Animalista Contra el Maltrato Animal (PACMA)            |       |       |       |       |       |      |       |       | 0,32  | 1,05  | 2,51  | 1,32  |
| Podemos                                                         |       |       |       |       |       |      |       |       |       | 15,09 |       |       |
| Vox (VOX)                                                       |       |       |       |       |       |      |       |       |       | 0,35  | 11,50 | 13,52 |
| Adelante Andalucía (AA)                                         |       |       |       |       |       |      |       |       |       |       | 15,67 | 3,76  |
| Por Andalucía (PorA)                                            |       |       |       |       |       |      |       |       |       |       |       | 8,06  |
| Otros                                                           | 2,34  | 6,71  | 5,16  | 1,32  | 0,72  | 1,08 | 2,25  | 1,85  | 1,16  | 3,69  | 3,07  | 0,33  |

Notas
No se muestran los resultados menores a 0,1 %.

a Los resultados corresponden a los del Partido Socialista de Andalucía-Partido Andaluz (PSA).

b Los resultados corresponden a los de Coalición Andalucista (CA).

c Los resultados corresponden a los de Los Verdes.

### Diputados electos del Parlamento de Andalucía
Diputados electos de la XII Legislatura (2022-2026)
| Partidos y coaliciones | Votos   | %     | Escaños | Miembros electos |
| ---------------------- | ------- | ----- | ------- | --- |
| PP                     | 304 548 | 46,98 | 10      | Juan Manuel Moreno Bonilla, Patricia Navarro Pérez, Elías Bendodo Benasayag, María Esperanza Oña Sevilla, José Ramón Carmona Sánchez, María Francisca Caracuel García, Daniel Castilla Zumaquero, Rocío Ruiz Narváez, Francisco Javier Oblaré Torres, Dolores Caetano Toledo |
| PSOE-A                 | 134 247 | 20,71 | 4       | José Aurelio Aguilar Román, Isabel María Aguilera Gamero, José Luis Ruiz Espejo, Alicia Murillo López |
| Vox                    | 87 611  | 13,52 | 2       | Antonio Sevilla Rodríguez, Purificación Fernández Morales |
| Por Andalucía          | 52 219  | 8,06  | 1       | Inmaculada Nieto Castro |

#### Diputados elegidos para la XI Legislatura (2019-2022)
| Partidos y coaliciones | Votos   | %     | Escaños | Miembros electos                                                                          |
| ---------------------- | ------- | ----- | ------- | ----------------------------------------------------------------------------------------- |
| PSOE-A                 | 152 279 | 24,2  | 4       | José Luis Ruiz Espejo, Beatriz Rubiño Yáñez, Javier Carnero Sierra, María Luisa Bustinduy |
| PP                     | 142 182 | 22,6  | 4       | Juan Manuel Moreno, Esperanza Oña, Miguel Ángel Ruiz, Patricia Navarro Pérez              |
| Ciudadanos             | 124 573 | 19,8  | 4       | Javier Imbroda, María José Torres, Carlos Hernández White, María Teresa Pardo             |
| Adelante Andalucía     | 98 440  | 15,64 | 3       | Teresa Rodríguez, Guzmán Ahumada Gavira, María Vanessa García Casaucau                    |
| Vox                    | 72 455  | 11,51 | 2       | Eugenio Moltó García, Ana Gil Román                                                       |

#### Diputados elegidos para la X Legislatura (2015-2019)
| Partidos y coaliciones | Votos   | %     | Escaños | Miembros electos                                                                                      |
| ---------------------- | ------- | ----- | ------- | --- |
| PSOE-A                 | 202 302 | 30,11 | 6       | Luciano Alonso, Mª Luisa Bustinduy, Mª Nieves Ramírez, Beatriz Rubiño, José Sánchez, Francisco Vargas |
| PP                     | 190 395 | 28,34 | 5       | Antonio Garrido, Juan Manuel Moreno, Patricia Navarro, Esperanza Oña, Félix Romero                    |
| Podemos                | 101 317 | 15,09 | 3       | Juan Antonio Gil, Félix Gil, Esperanza Gómez                                                          |
| Ciudadanos             | 79 119  | 11,78 | 2       | Carlos Hernández White, María Carmen Prieto Bonillaa                                                  |
| IULV-CA                | 49 502  | 7,37  | 1       | José Antonio Castro Román                                                                             |

a En sustitución de Irene Rivera Andrés.

#### Diputados elegidos para la IX Legislatura (2012-2015)
| Partidos y coaliciones | Votos   | %     | Escaños | Miembros electos |
| ---------------------- | ------- | ----- | ------- | --- |
| PP                     | 274 374 | 43,72 | 8       | Esperanza Oña, Antonio Garrido, Ana M.ª Corredera, Víctor González, Antonia Ruiz, José Díaz, Ana M.ª Rico, Daniel Castilla |
| PSOE-A                 | 221 443 | 35,22 | 7       | Luciano Alonso, Rosario Torres, Enrique Benítez, Mª Luisa Bustinduy, Mª Salomé Arroyo,a Remedios Martel, José Bernal       |
| IULV-CA                | 76 458  | 12,17 | 2       | José Antonio Castro, Mª Dolores Quintana                                                                                   |

a En sustitución de Paulino Plata.

#### Diputados elegidos para la VIII Legislatura (2008-2012)
| Partidos y coaliciones | Votos   | %     | Escaños | Miembros electos |
| ---------------------- | ------- | ----- | ------- | --- |
| PP                     | 332 265 | 43,84 | 8       | Ana M.ª Corredera, Francisco Delgado, Antonio Garrido, Ángeles Muñoz, Francisco Oblaré, Esperanza Oña, Ana M.ª Rico, Miguel Ángel Ruiz |
| PSOE-A                 | 329 102 | 42,9  | 7       | Luciano Alonso, Dolores Blanca, Mª Luisa Bustinduy, Paulino Plata, Mariano Ruiza, Mª Estrella Toméb, Rosario Torres                    |
| IULV-CA                | 54 254  | 7,15  | 1       | José Antonio Castro |

a En sustitución de Isabel Muñoz.

b En sustitución de Juan Paniagua.

#### Diputados elegidos para la VII Legislatura (2004-2008)
| Partidos y coaliciones | Votos   | %     | Escaños | Miembros electos |
| ---------------------- | ------- | ----- | ------- | --- |
| PSOE-A                 | 349 404 | 47,34 | 8       | Luciano Alonso, Dolores Blanca, Paulino Plata, Mariano Ruiz, Francisco Moreno, Rosario Torres, Juan Paniagua, Isabel Muñoz |
| PP                     | 254 571 | 34,61 | 6       | Ana M.ª Corredera, José Armijo, Antonio Garrido, Joaquín Ramírez, Esperanza Oña, Mª Begoña Chacón                          |
| IULV-CA                | 55 624  | 7,57  | 1       | Antonio Romero |
| PA                     | 49 017  | 5,69  | 1       | Ildefonso Dell'Olmo |

#### Diputados elegidos para la VI Legislatura (2000-2004)
| Partidos y coaliciones | Votos   | %     | Escaños | Miembros electos |
| ---------------------- | ------- | ----- | ------- | --- |
| PP                     | 266 755 | 41,10 | 7       | José Armijo, Mª Begoña Chacón, Ana M.ª Corredera, Antonia Ledesmaa, Francisco Oblaré, Esperanza Oña, Joaquín Ramírez     |
| PSOE-A                 | 260 273 | 40,10 | 7       | Magdalena Álvarez, Antonio Beltrán, Gabriel Clavijob, Ana M.ª Fuentes, Mª Inmaculada Gálvez, Paulino Plata, Mariano Ruiz |
| IULV-CA                | 57 885  | 8,92  | 1       | Antonio Romero |
| PA                     | 47 500  | 7,32  | 1       | Ildefonso Dell'Olmo |

a En sustitución de Juan Ramón Casero.

b En sustitución de Rafael Centeno.

#### Diputados elegidos para la V Legislatura (1996-2000)
| Partidos y coaliciones | Votos   | %     | Escaños | Miembros electos |
| ---------------------- | ------- | ----- | ------- | --- |
| PSOE-A                 | 270 977 | 39,56 | 6       | José Luis Asenjo, Rafael Centeno, Francisco Conejoa, Hortensia Gutiérrez del Álamo, Paulino Plata, Mª del Pilar Rojo         |
| PP                     | 255 778 | 37,34 | 6       | Manuel Atencia, Ana M.ª Corredera, José Manuel Gómez-Ángulo, Alfonso Gutiérrez de Ravé, Juan Manuel Morenob, Joaquín Ramírez |
| IULV-CA                | 108 259 | 15,80 | 2       | Andrés Cuevasc, Juan Francisco Gutiérrez                                                                                     |
| PA                     | 39 041  | 5,70  | 1       | Ildefonso Dell'Olmo |

a En sustitución de Enrique Linde.

b En sustitución de Ángeles Muñoz.

c En sustitución de Rafael Rodríguez.

#### Diputados elegidos para la IV Legislatura (1994-1996)
| Partidos y coaliciones | Votos   | %     | Escaños | Miembros electos |
| ---------------------- | ------- | ----- | ------- | --- |
| PP                     | 207 406 | 36,54 | 6       | Manuel Atencia, Ana M.ª Corredera, José Manuel Gómez-Ángulo, Alfonso Gutiérrez de Ravé, Joaquín Ramírez, Mª Concepción Toledano |
| PSOE-A                 | 194 768 | 34,31 | 6       | Juan Gámez, Hortensia Gutiérrez del Álamo, Enrique Linde, Juan Martos, Francisco Oliva, Paulino Plata                           |
| IULV-CA                | 126 946 | 22,36 | 4       | Andrés Cuevas, Juan Francisco Gutiérrez, Rafael Rodríguez, Cristina Ruiz-Cortina                                                |

#### Diputados elegidos para la III Legislatura (1990-1994)
| Partidos y coaliciones | Votos   | %     | Escaños | Miembros electos |
| ---------------------- | ------- | ----- | ------- | --- |
| PSOE-A                 | 201 865 | 51,52 | 9       | José Luis Asenjo, Rafael Centeno, Juan Gámez, Hortensia Gutiérrez del Álamo, Enrique Linde, Juan Martos, Ana Paula Montero, Paulino Plata, José Sánchez |
| PP                     | 90 081  | 22,99 | 4       | Manuel Atencia, José Egea, José Manuel Gómez-Ángulo, Alfonso Gutiérrez de Ravé                                                                          |
| IULV-CA                | 59 727  | 15,24 | 2       | Andrés Cuevas, Rafael Rodríguez |
| PA                     | 36 028  | 9,19  | 1       | Ildefonso Dell'Olmo |

#### Diputados elegidos para la II Legislatura (1986-1990)
| Partidos y coaliciones | Votos   | %     | Escaños | Miembros electos |
| ---------------------- | ------- | ----- | ------- | --- |
| PSOE-A                 | 232 021 | 47,51 | 8       | Álvaro Alcaide, José Luis Asenjo, Juan Gámez, Hortensia Gutiérrez del Álamo, Enrique Linde, Juan Páez y Páez, Paulino Plata, José Sánchez |
| Coalición Popular      | 104 909 | 21,48 | 4       | Ana M.ª Corpas, José Francisco Lorca, Luis Plaza, Antonio Villasclarasa                                                                   |
| IULV-CA                | 101 279 | 20,74 | 3       | Andrés Cuevas, Juan Manuel Fernándezb, Rafael Rodríguezc                                                                                  |

a En sustitución de Francisco Ortiz.

b En sustitución de Antonio Romero.

c En sustitución de Inoncencio Fernández.

#### Diputados elegidos para la I Legislatura (1982-1986)
| Partidos y coaliciones | Votos   | %     | Escaños | Miembros electos |
| ---------------------- | ------- | ----- | ------- | --- |
| PSOE-A                 | 215 390 | 53,82 | 9       | Álvaro Alcaide, Pedro Aparicio, Miguel Castro, Juan Gámez, Miguel Gómez, Hortensia Gutiérrez del Álamo, Paulino Plata, Juan José Rodríguez, Mª Dolores Sáncheza |
| AP-PDP-UL              | 72 472  | 18,11 | 3       | Joaquín Jiménez, Francisco Ortiz, Antonio Valero |
| UCD                    | 43 367  | 10,84 | 1       | Luis Merino |
| PCA-PCE                | 28 285  | 7,07  | 1       | Antonio Romero |
| PSA                    | 27 317  | 6,83  | 1       | Salvador Pérez |

a En sustitución de Enrique Linde.